# 15 Zapasowy Pułk Lotniczy

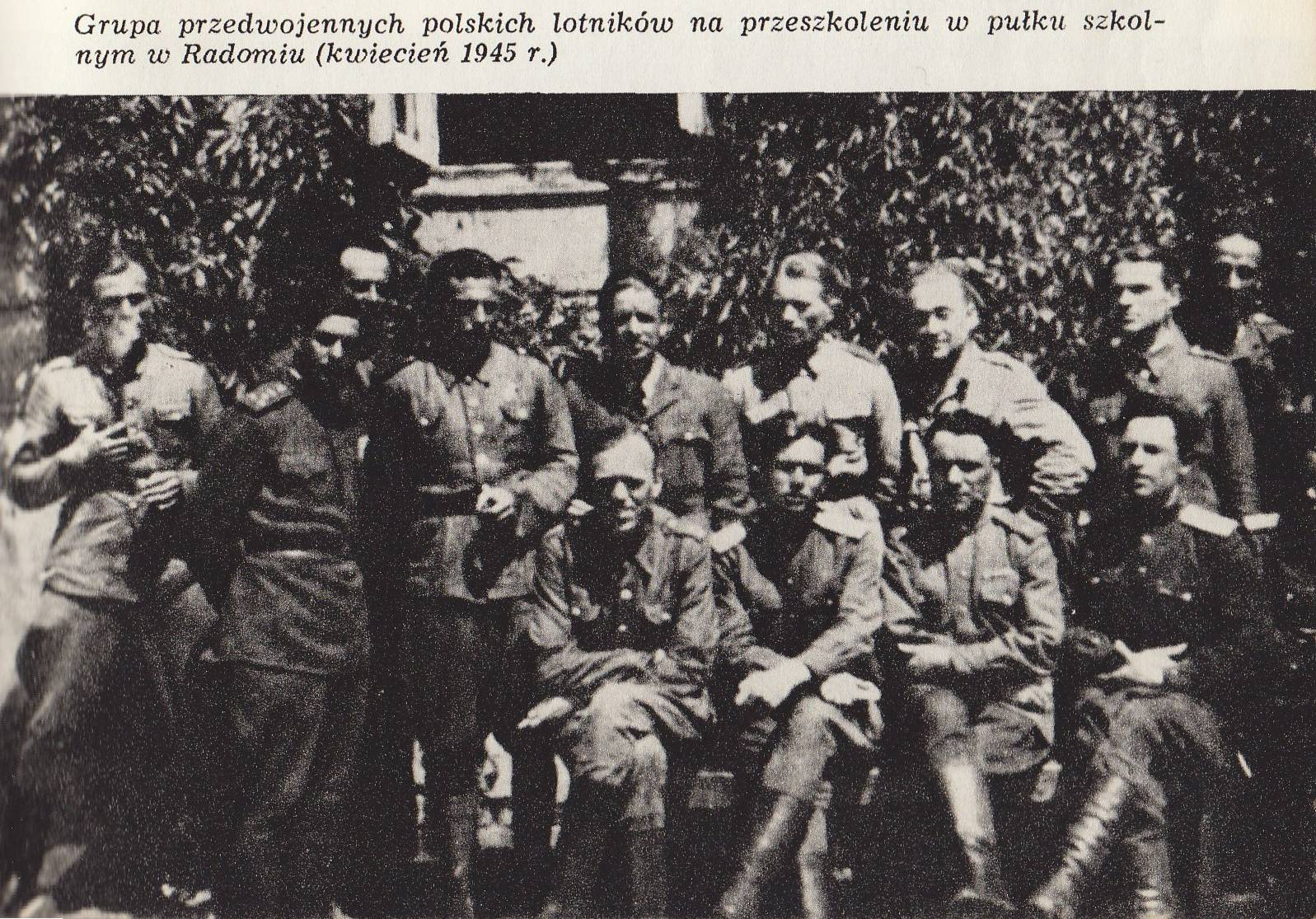
Piloci Pułku w Radomiu

15 Zapasowy Pułk Lotniczy – oddział lotnictwa Wojska Polskiego.

## Historia pułku
15 Zapasowy Pułk Lotniczy został sformowany w listopadzie 1944 na podstawie rozkazu Nr 91 Naczelnego Dowódcy Wojska Polskiego z dnia 31 października 1944, w oparciu o radziecki 16 Szkolno-Treningowy Pułk Lotniczy (ros. 16-й отдельный учебно-тренировочный авиационный полк), w miejscowości Kluczewka, według etatu Nr 015/468 o stanie 1353 ludzi. Zadaniem jednostki było przeszkolenie lotników powołanych z rezerwy.
W dniu 26 listopada 1944 pułk został przebazowany na lotnisko Mokre pod Zamościem, a w marcu 1945 został przeniesiony na lotnisko Sadków koło Radomia.
W dniu 15 lipca 1945 na podstawie rozkazu Nr 00165/Org. ND WP z dnia 10 lipca 1945 pułk został przeformowany w 15 Mieszany Szkolno-Treningowy Pułk Lotniczy.
Na podstawie rozkazu Nr 0249/Org. ND WP z dnia 13 września 1945 jednostka została przeformowana w 1 Mieszany Szkolno-Treningowy Pułk Lotniczy. Stan stały pułku został zmniejszony z 853 ludzi do 529. Stan zmienny, określony w etacie, nie uległ zmianie (500 żołnierzy), ale faktycznie żołnierzy tych było znacznie mniej.
W lutym 1946 pułk, na podstawie rozkazu Nr 019/Org. ND WP z dnia 22 stycznia 1946 i rozkazu Nr 015 dowódcy Lotnictwa WP z dnia 31 stycznia 1946, przekazał Wojskowej Szkole Pilotów oddział szkolenia bojowego, eskadrę szkolenia podstawowego i szkołę młodszych specjalistów, a następnie został rozformowany.

## Żołnierze
Obsada personalna dowództwa
- dowódca pułku – ppłk Plaksij
- szef sztabu – ppłk Antonow
- nawigator pułku – mjr Łaptiew
- starszy inżynier pułku – kpt. Szilajew

Oficerowie
- mjr dypl. pil. Mieczysław Szczudłowski
- Jan Dzieńkowski
- Antoni Szymański
- kpt. obs. Czesław Łabęcki